# Bandera de Bárcena de Pie de Concha
La bandera de Bárcena de Pie de Concha es uno de los símbolos del ayuntamiento de Bárcena de Pie de Concha (Cantabria), junto a su escudo. Dicha bandera es de paño rectangular, de proporciones 2:3. El paño está dividido horizontalmente en dos porciones de igual altura, de color verde la superior y roja la inferior.
La bandera fue adoptada en sesión plenaria ordinaria celebrada por el ayuntamiento el día 5 de julio de 2000 siendo autorizada por el Consejo de Gobierno de Cantabria el día 14 de marzo de 2002, previo informe favorable emitido por la Real Academia de la Historia el día 1 de febrero de 2002.